# Favonio

Rappresentazione schematica della formazione del favonio.

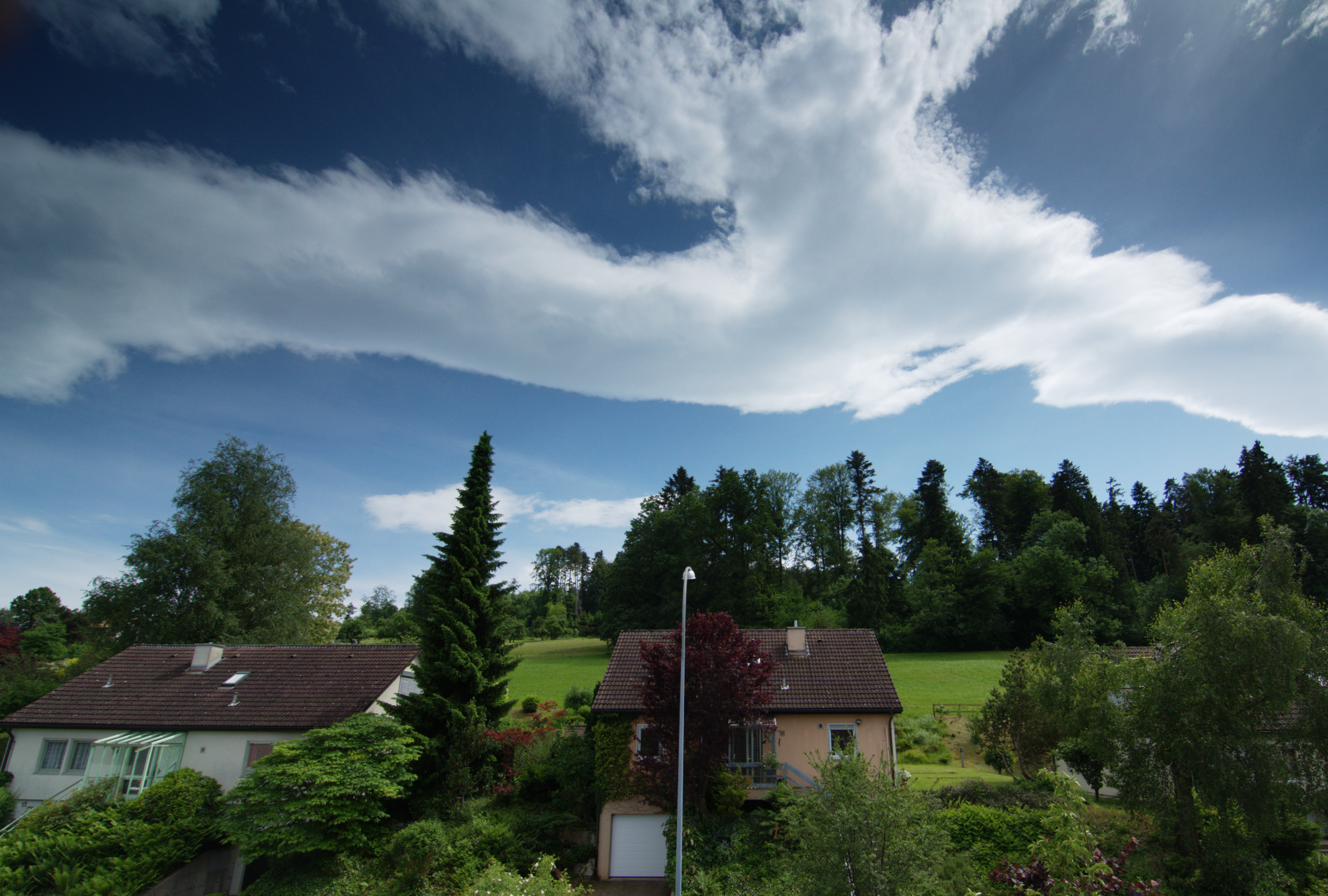
Tipiche nubi dovute all'effetto del favonio in Svizzera

Il favonio (detto anche Föhn, in tedesco [ˈføːn]) è un vento caldo e secco che può presentarsi, in differenti configurazioni bariche, su entrambi i versanti delle Alpi, degli Appennini e dei Pirenei. 

## Formazione
Il favonio è un vento di caduta caldo e secco che si presenta quando una corrente d'aria, nel superare una catena montuosa, perde parte della propria umidità in precipitazioni (pioggia, neve o altro). Quando la corrente sale verso l'alto l'aria si espande, raffreddandosi. Se l'umidità in essa contenuta viene persa (sotto forma di nuvole e/o precipitazioni), l'aria, nel ricadere sul versante opposto arriva a valle con una temperatura più alta di quella di partenza. Ciò dà origine a un vento caldo a volte tempestoso.
A causa del calore latente emesso dalla condensazione dell'acqua l'aria si raffredda piuttosto lentamente lungo la salita (secondo il gradiente adiabatico saturo, cioè meno di 10 gradi ogni 1000 metri. di solito tra 5 e 8 , secondo altre fonti da 4 a 9,8 °C   Nel seguito della voce è preso un valore di riferimento pari a −5 °C ogni 1 000 m in ascesa). L'aria poi supera la cresta, scende verso il basso sul versante opposto sottovento e si scalda per effetto della compressione adiabatica (secondo il gradiente adiabatico secco, questa volta di circa 10 °C ogni 1 000 m in discesa), diventando calda e secca e favorendo giornate soleggiate.
Per l'esattezza, il riscaldamento in gradi rispetto alla temperatura di partenza, è dato dalla differenza di quota (in migliaia di metri) dalla base delle nubi nel lato sopravento alla cresta, moltiplicato per 5, quindi se l'aria parte dalla pianura a 5 °C, salendo a 1 000 m si condensa a −5 °C (calcolo: 5+(−10)×1; T iniziale + gradiente adiabatico secco × km) a 3 000 m supera la cresta a −15 °C (calcolo: −5+(−5)×2; T iniziale + gradiente adiabatico saturo × km) e raggiunge la pianura al livello del mare dall'altro lato a 15 °C (calcolo: −15+(−10)×(−3); T iniziale + gradiente adiabatico secco × km). 

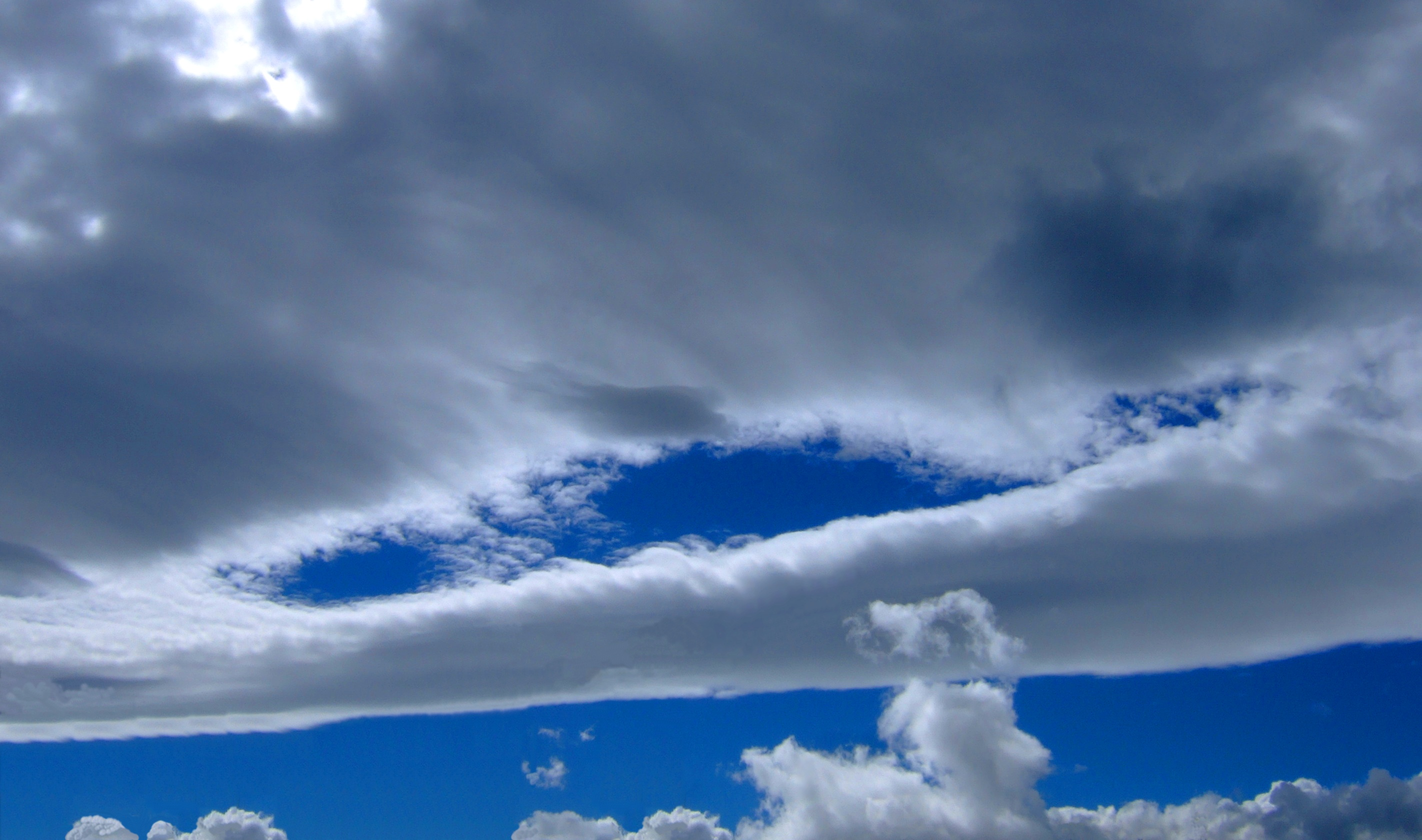
Nubi da favonio sopra Ginevra (Svizzera)

Il nome favonio si riferisce in realtà solamente al vento caldo e secco discendente. Dal versante sopravento si ha lo Stau, creato dalle correnti umide ascendenti, che causano nubi, pioggia e neve.

## Derivazione etimologica
Favonio deriva dal latino Favōnius (da favēre, "far crescere"), nome con il quale i Romani chiamavano il vento di ponente (il greco zefiro). Anche Föhn ha lo stesso etimo, ma attraverso l'alto-tedesco antico phōnno. Il nome italiano è comune nella Svizzera italiana mentre il nome tedesco con le sue varianti di pronuncia è di uso comune nel Nord-est. Nei testi stampati in Italia si usa anche il germanismo Föhn (scritto anche Foehn).

## Diffusione e impatto sulle attività umane
La maggior parte delle valli della regione alpina è percorsa dal favonio, che riscalda il clima e favorisce la vegetazione (frutticoltura, viticoltura, castagneti e pascoli alpini di alta quota), ma può anche causare un improvviso scioglimento delle nevi, forti piogge e inondazioni. Ciò crea difficoltà a insediamenti e attività economiche e comporta ingenti lavori di arginatura e ripari contro le valanghe. La ricerca medica ritiene che le variazioni di pressione che precedono l'arrivo del favonio possano essere all'origine di disturbi fisici e psichici noti da secoli.

### Svizzera
Un tempo in Svizzera le tempeste dovute al favonio costituivano una minaccia per la navigazione, ad esempio lungo i laghi di Uri e Walenstadt, e ostacolavano i trasporti: i villaggi raggiungibili solo per via lacustre, come Sisikon e Quarten, erano costretti nella misura del possibile a mantenere una certa autarchia e si rese necessaria la costruzione di vie di comunicazione terrestri, come la Axenstrasse e strada del Kerenzerberg. I diversi incendi provocati o alimentati dal favonio - ad esempio a Glarona, Altdorf e Meiringen - dal XV secolo portarono a creare norme e istituzioni di polizia edilizia e del fuoco.

### Austria
Innsbruck, capoluogo del Tirolo austriaco, è chiamata anche la città del Föhn. Il Föhn è un fenomeno ventoso molto noto in città e spira dai quadranti meridionali, attraversando il passo del Brennero. Questo vento di caduta, caldo e secco, può manifestarsi in qualsiasi stagione, con maggiore frequenza in autunno. La velocità del vento può toccare nell'area urbana i 120 km/h (200 km/h sul Patscherkofel).

## Venti analoghi
Favonio e Föhn sono perlopiù usati in relazione alle regioni delle Alpi, degli Appennini e degli altri rilievi maggiori della penisola italiana e della Svizzera italiana con il significato di "vento di caduta", ma lo stesso fenomeno è presente in varie regioni del mondo dove ha assunto nomi diversi: in Argentina è noto come zonda, chinook sulle Montagne Rocciose, "vento del diavolo" nell'area della baia di San Francisco, "venti di Santa Ana" nella California del Sud, sharav o hamsin in Israele, hamsin in Arabia, Nor'wester a Christchurch, Nuova Zelanda e nelle pianure di Canterbury e halny nei Carpazi, in Francia meridionale, nella Valle del Rodano, Mistral (anche se quest'ultimo si riferisce soprattutto al nome francese del Maestrale, le Mistral).

## Informazioni lessicali
Dal termine Föhn, per effetto di un nome commerciale, deriva fon (anche scritto fohn o, impropriamente, phon), sinonimo di asciugacapelli.

## Nella cultura popolare
Nel film Phenomena di Dario Argento viene menzionato il Föhn: l'entomologo John McGregor descrive il vento caldo, dicendo che causa le valanghe, provoca il mal di testa o, se molto forte, la follia, ed è molto propizio per la fioritura e la schiusa delle uova degli insetti. Inoltre anche il titolo del film gioca sull'assonanza con la parola Föhn, oltre che sui poteri paranormali della protagonista Jennifer Connelly.